# أبو بكر باه
أبو بكر باه (بالإنجليزية: Abu Bakar Bah)‏ هو لاعب كرة قدم سيراليوني في مركز الوسط، ولد في 10 أكتوبر 1978 في سيراليون. شارك مع منتخب سيراليون لكرة القدم. أما مع النوادي، فقد لعب مع الراسينغ بيروت والنادي الأهلي صيدا ونادي الاتحاد السكندري ونادي الترسانة ونادي العهد.

## وصلات خارجية
- أبو بكر باه على موقع الاتحاد الدولي (مؤرشف)  (الإنجليزية)
- أبو بكر باه على موقع قاعدة بيانات كرة القدم.إي يو (الإنجليزية)
- أبو بكر باه على موقع ناشيونال فوتبول تيمز (الإنجليزية)
- أبو بكر باه على موقع Soccerway.com (الإنجليزية)